# Miss A
Miss A (Hangul: 미쓰에이 ) was een Zuid-Koreaanse meidengroep gevormd door JYP Entertainment. De groep debuteerde in juli 2010 met de single "Bad Girl Good Girl" als kwartet bestaande uit Fei, Jia, Min en Suzy. Hun debuut bereikte nummer één op de Gaon Digital Chart, waardoor ze de eerste act ooit waren die hun debuutnummer de top van de hitlijsten bereikte, het nummer werd ook de best presterende single van 2010 op de hitlijst.
Hun debuutstudio-album, A Class (2011), produceerde nog twee nummer één nummers. Hun ep's Touch en Independent Women Part III (beide 2012), bleken verder een succes. Hun tweede studioalbum, Hush (2013), werd goed ontvangen door critici en het titelnummer is herhaaldelijk gecoverd door meidengroepen en op reality-realityshows. Dit zou worden gevolgd door een lange onderbreking van een jaar, tot de release van hun derde ep Colors (2015) dat hun laatste release zou worden vóór de ontbinding. In 2017 plaatste Billboard Miss A op nummer tien in hun lijst "Top 10 K-pop Girl Groups of the Past Decade".
Jia verliet de groep in mei 2016 nadat Min de groep verliet in november 2017. In december 2017 maakte JYP officieel bekend dat de groep is ontbonden.

## Geschiedenis
Oorspronkelijk bestond de groep uit vijf trainees die in 2010 door JYP Entertainment werden gevormd. Ze verschenen voor het eerst in Chinese variétéshows die dansroutines en liedjes uitvoerden als de 'Chinese Wonder Girls', met Woo Hyerim als lid, die kort voor het debuut van Miss A in Wonder Girls werd geplaatst om Sunmi te vervangen. In maart 2010 voegde de vijftienjarige trainee Bae Suzy zich bij de groep die, toen een trio, bekend werd als 'Miss A'. De groep tekende bij de Samsung Electronics-groep in China en bracht een nummer uit dat werd gebruikt voor de commercial "Love Again" voor het Samsung Beat Festival. Lee Min Young, een soloartiest en een lange tijd stagiair in Amerika, maakte ook een gastoptreden in de videoclip en sloot zich in april 2010 bij de groep aan voor hun Zuid-Koreaanse debuut.

## Discografie
- A Class (2011)
- Hush (2013)